# 佐洛博尔多格福
佐洛博尔多格福，是匈牙利佐洛州所辖的一个村，总面积11.47平方公里，总人口366，人口密度31.9人/平方公里（2010年1月1日）。